# Froyelles
Froyelles est une commune française située dans le département de la Somme, en région Hauts-de-France.
Depuis juillet 2020, la commune fait partie du parc naturel régional Baie de Somme - Picardie maritime.

## Géographie

### Localisation
Froyelles est un village picard du Ponthieu.
Limitrophe de Crécy-en-Ponthieu, la commune est située à 15 km au nord-est d'Abbeville, 18 km au sud-ouest d'Hesdin-la-Forêt et à 45 km au nord-ouest d'Amiens à vol d'oiseau.
Le territoire de la commune est limitrophe de ceux de quatre communes.
Les communes limitrophes sont  Brailly-Cornehotte, Crécy-en-Ponthieu, Domvast et Fontaine-sur-Maye.

### Sol, sous-sol, relief, hydrographie
Le sol, crayeux, est d'origine tertiaire et quaternaire. D'épaisseur variable, la terre végétale est relativement perméable. Le sous-sol, délité dans les couches supérieures, se révèle marneux et composé de tuf en profondeur. Des silex de taille moyenne parsèment le territoire, par ailleurs également siliceux.
Du côté de Brailly-Cornehotte, l'argile est plus présente. Des traces de craie phosphatée ont été détectées vers Marcheville.
Le relief est peu prononcé : il est en pente douce, de Marcheville à la vallée de la Maye.
Le lieu-dit la Hayette se situe sur un petit plateau.
Éloignée de 30 km de la Manche à vol d'oiseau, la localité bénéficie d'un climat particulièrement tempéré. Les vents de sud-ouest ou nord-ouest sont atténués par des bois et des rideaux d'arbres.
Une nappe peu profonde alimente les puits fournissant l'eau pour les besoins domestiques (en 1899). Une deuxième nappe, plus profonde, située sous les tufs peut également être exploitée.
Les eaux de ruissellement s'écoulent de manière plus rapide entre Le Préel et le chef-lieu de la commune.

### Transports routiers
La localité est desservie par la ligne de bus n°16 (Hesdin - Abbeville) du réseau Trans'80, Hauts-de-France. La société Voyages Dumont effectue le service chaque jour sauf pendant les vacances scolaires, le dimanche et les jours fériés.

### Hydrographie
La commune est située dans le bassin Artois-Picardie. Elle n'est drainée par aucun cours d'eau.

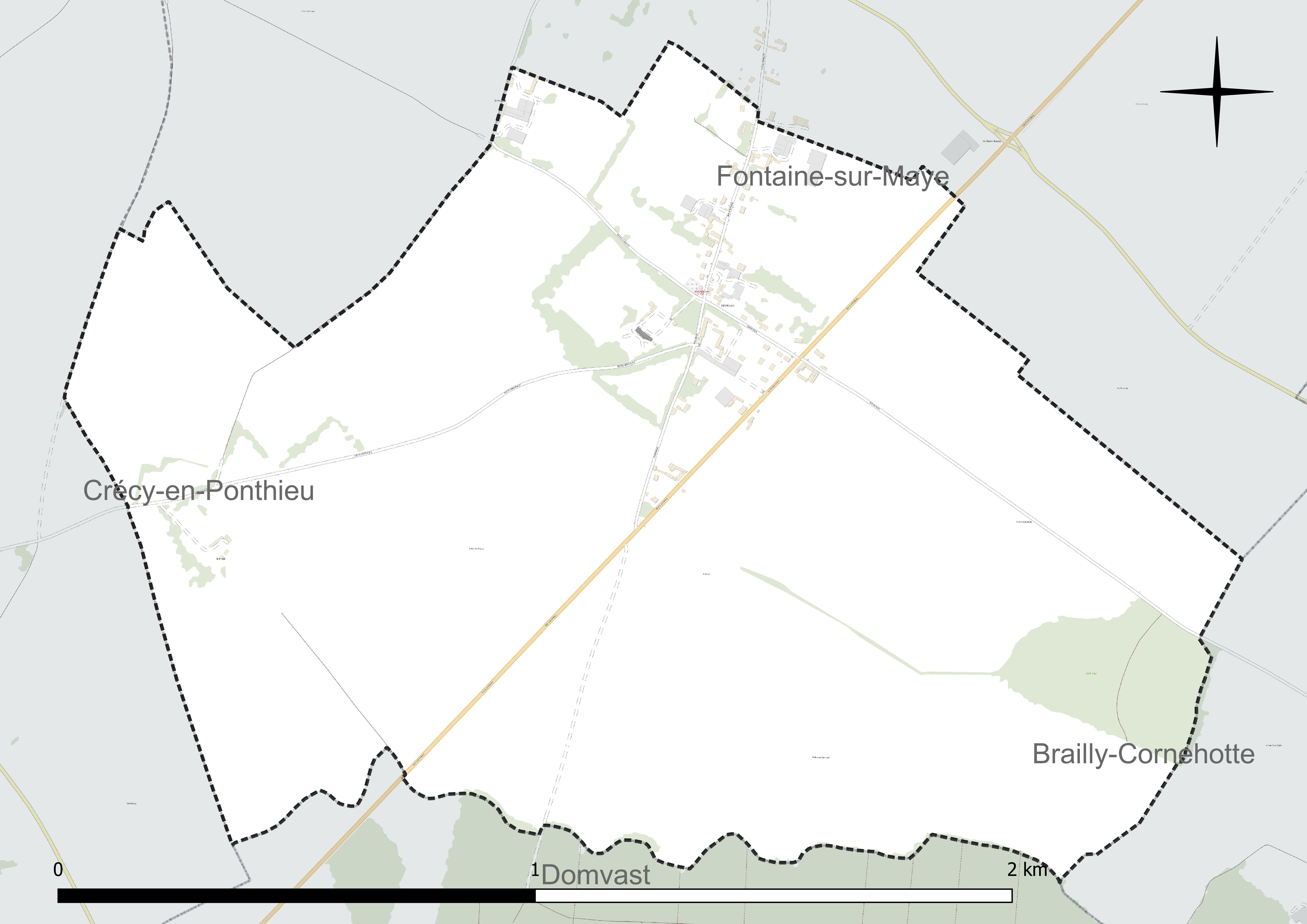
Réseau hydrographique de Froyelles.

### Climat
Pour des articles plus généraux, voir Climat des Hauts-de-France et Climat de la Somme.
En 2010, le climat de la commune est de type climat océanique altéré, selon une étude du CNRS s'appuyant sur une série de données couvrant la période 1971-2000. En 2020, Météo-France publie une typologie des climats de la France métropolitaine dans laquelle la commune est exposée à un climat océanique et est dans la région climatique Côtes de la Manche orientale, caractérisée par un faible ensoleillement (1 550 h/an) ; forte humidité de l'air (plus de 20 h/jour avec humidité relative > 80 % en hiver), vents forts fréquents.
Pour la période 1971-2000, la température annuelle moyenne est de 10,5 °C, avec une amplitude thermique annuelle de 13,2 °C. Le cumul annuel moyen de précipitations est de 831 mm, avec 12,3 jours de précipitations en janvier et 8,6 jours en juillet. Pour la période 1991-2020, la température moyenne annuelle observée sur la station météorologique la plus proche, située sur la commune d'Abbeville à 15 km à vol d'oiseau, est de 11,0 °C et le cumul annuel moyen de précipitations est de 806,2 mm,. Pour l'avenir, les paramètres climatiques de la commune estimés pour 2050 selon différents scénarios d'émission de gaz à effet de serre sont consultables sur un site dédié publié par Météo-France en novembre 2022.

## Urbanisme

### Typologie
Au 1er janvier 2024, Froyelles est catégorisée commune rurale à habitat dispersé, selon la nouvelle grille communale de densité à sept niveaux définie par l'Insee en 2022.
Elle est située hors unité urbaine. Par ailleurs la commune fait partie de l'aire d'attraction d'Abbeville, dont elle est une commune de la couronne,. Cette aire, qui regroupe 73 communes, est catégorisée dans les aires de 50 000 à moins de 200 000 habitants,.

### Occupation des sols
L'occupation des sols de la commune, telle qu'elle ressort de la base de données européenne d'occupation biophysique des sols Corine Land Cover (CLC), est marquée par l'importance des territoires agricoles (96,3 % en 2018), une proportion identique à celle de 1990 (96,3 %). La répartition détaillée en 2018 est la suivante : 
terres arables (81,4 %), prairies (10,2 %), zones agricoles hétérogènes (4,7 %), zones urbanisées (3,1 %), milieux à végétation arbustive et/ou herbacée (0,6 %). L'évolution de l'occupation des sols de la commune et de ses infrastructures peut être observée sur les différentes représentations cartographiques du territoire : la carte de Cassini (XVIIIe siècle), la carte d'état-major (1820-1866) et les cartes ou photos aériennes de l'IGN pour la période actuelle (1950 à aujourd'hui).

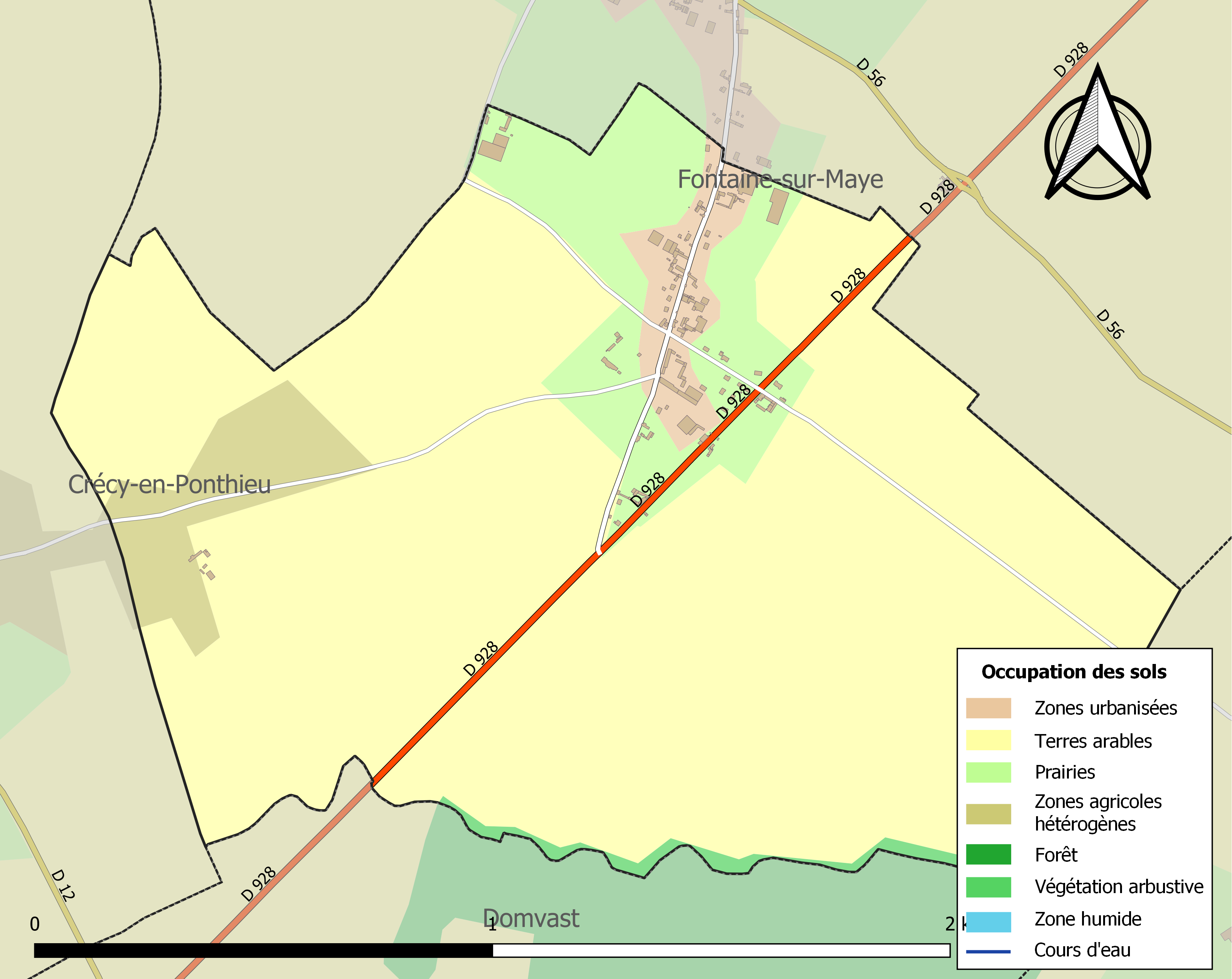
Carte des infrastructures et de l'occupation des sols de la commune en 2018 (CLC).

## Toponymie
Frocria (1154) et Froielle (1688) sont relevés,.
Les étymologistes sont partagés entre froïer, terme picard évoquant l'ouverture d'un chemin et un endroit fréquenté par les cerfs ou encore un lieu défriché...

## Histoire
- Le samedi 26 août 1346 après-midi, c'est par la vallée de Froyelles, en suivant le chemin de Vadicourt que l'on nomme encore le « Chemin de l'armée », que le premier corps d'hommes en armes du comte d'Alençon engagea la bataille de Crécy, quoique l'ordre n'ait jamais été formé[19].
- La seigneurie appartient au comte de Saisseval en 1567[4].
- En 1638, le village demande à être dispensé du paiement de la taille. En effet, il ne s'est pas encore remis des ravages causés par l'armée espagnole lors de ses incursions en août 1635[4].
- En 1682, Nicolas Jacomel, écuyer, est sieur de Froyelles[20].
- Le comte Claude François de Saisseval (1683-1748) épousera la fille Jacomel[21].
- Une description du village est donnée en 1763[4] :

- « Le seigneur de Froyelles est alors le sieur Dupuis de Beauregard, qui a acquis la seigneurie et le château en 1756;
- Marcheville, hameau en dépendant est alors au seigneur Bourrée ;
- La Hayette est un fief et une ferme, propriétés de M. Dompierre de Fontaine ;
- Le Préier est cité comme fief et ferme, aussi à M. Bourrée.
Les terres sont médiocres. »
- Un moulin à vent, utilisé autrefois pour la mouture des céréales, n'existe déjà plus à la fin du XIXe siècle.
- Au XIXe siècle, époque des diligences, le siège de la gendarmerie était situé à Froyelles. En 1899, il est la propriété du maire du village, M. Mannessier[4].
- À la fin du XIXe siècle, on recense 35 chevaux, 116 bovins dont 35 vaches à lait, 60 moutons et 35 porcs. Un entrepôt de vins et eaux-de-vie a été créé sur le territoire[4].

## Politique et administration
| Période                                  | Période                   | Identité              | Étiquette | Qualité                                                 |
| ---------------------------------------- | ------------------------- | --------------------- | --------- | ------------------------------------------------------- |
| Les données manquantes sont à compléter. |                           |                       |           |                                                         |
| en cours en 1899                         |                           | M. Mannessier         |           |                                                         |
|                                          |                           | Robert Desjardins     |           |                                                         |
| Les données manquantes sont à compléter. |                           |                       |           |                                                         |
| mars 2001                                | 2008                      | Germain Glachant      |           |                                                         |
| mars 2008                                | mai 2020                  | Bella Toutain-Hecquet |           |                                                         |
| mai 2020                                 | En cours (au 29 mai 2020) | Bruno Guillot         |           | Technicien retraité dans le domaine de la climatisation |

## Démographie
L'évolution du nombre d'habitants est connue à travers les recensements de la population effectués dans la commune depuis 1793. Pour les communes de moins de 10 000 habitants, une enquête de recensement portant sur toute la population est réalisée tous les cinq ans, les populations de référence des années intermédiaires étant quant à elles estimées par interpolation ou extrapolation. Pour la commune, le premier recensement exhaustif entrant dans le cadre du nouveau dispositif a été réalisé en 2008.

En 2022, la commune comptait 94 habitants, en évolution de −14,55 % par rapport à 2016 (Somme : −1,26 %, France hors Mayotte : +2,11 %).
| 1793 | 1800 | 1806 | 1821 | 1831 | 1836 | 1841 | 1846 | 1851 |
| ---- | ---- | ---- | ---- | ---- | ---- | ---- | ---- | ---- |
| 143  | 140  | 144  | 114  | 142  | 175  | 158  | 166  | 164  |

| 1856 | 1861 | 1866 | 1872 | 1876 | 1881 | 1886 | 1891 | 1896 |
| ---- | ---- | ---- | ---- | ---- | ---- | ---- | ---- | ---- |
| 150  | 124  | 128  | 117  | 93   | 125  | 116  | 110  | 105  |

| 1901 | 1906 | 1911 | 1921 | 1926 | 1931 | 1936 | 1946 | 1954 |
| ---- | ---- | ---- | ---- | ---- | ---- | ---- | ---- | ---- |
| 128  | 116  | 114  | 98   | 96   | 103  | 100  | 89   | 90   |

| 1962 | 1968 | 1975 | 1982 | 1990 | 1999 | 2006 | 2008 | 2013 |
| ---- | ---- | ---- | ---- | ---- | ---- | ---- | ---- | ---- |
| 74   | 68   | 59   | 56   | 55   | 66   | 92   | 99   | 117  |

| 2018 | 2022 | - | - | - | - | - | - | - |
| ---- | ---- | - | - | - | - | - | - | - |
| 100  | 94   | - | - | - | - | - | - | - |

## Culture locale et patrimoine

### Lieux et monuments
- Château de Froyelles, XVIe, XVIIIe et XIXe siècles.
- Église Saint-Pierre de Froyelles et Christ. L'église a été détruite par les espagnols puis reconstruite au XVIIe siècle. La cloche date de 1585[28].

- Oratoire privé érigé par dévotion, début XXe siècle[18].
- Oratoire communal, de 1958, dédié à la Vierge[18].

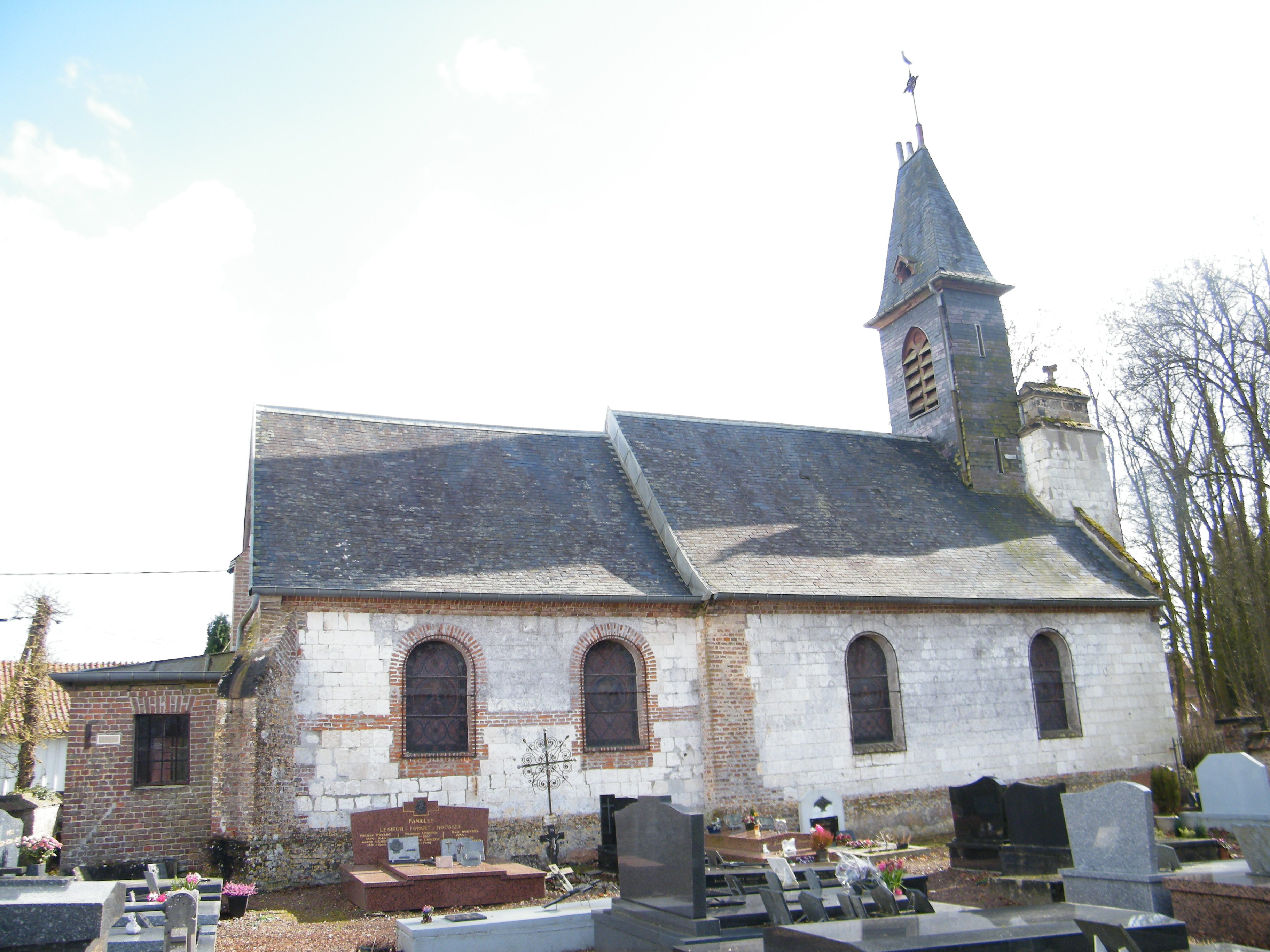
L'église, vue du cimetière.
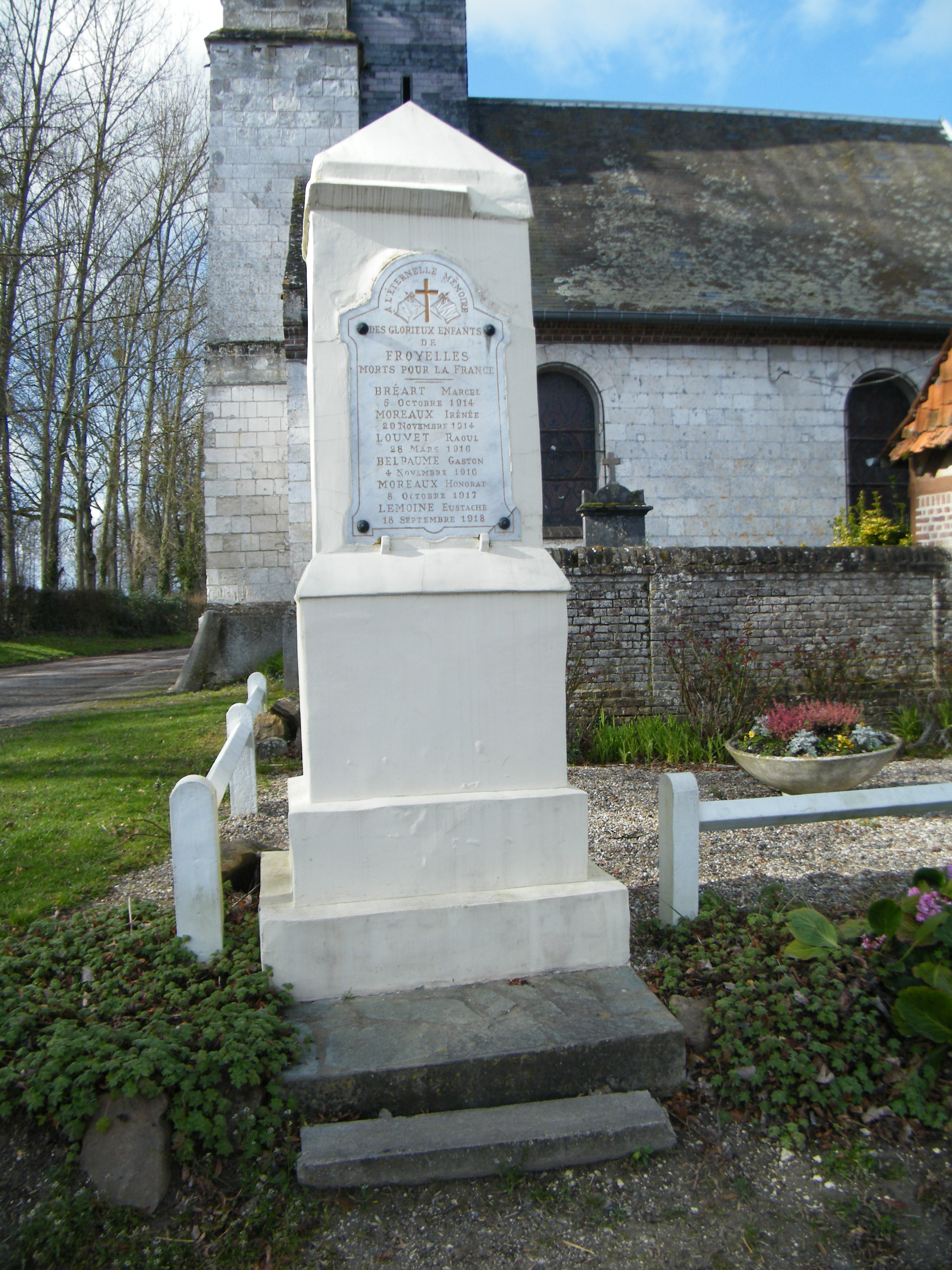
Le monument aux morts.
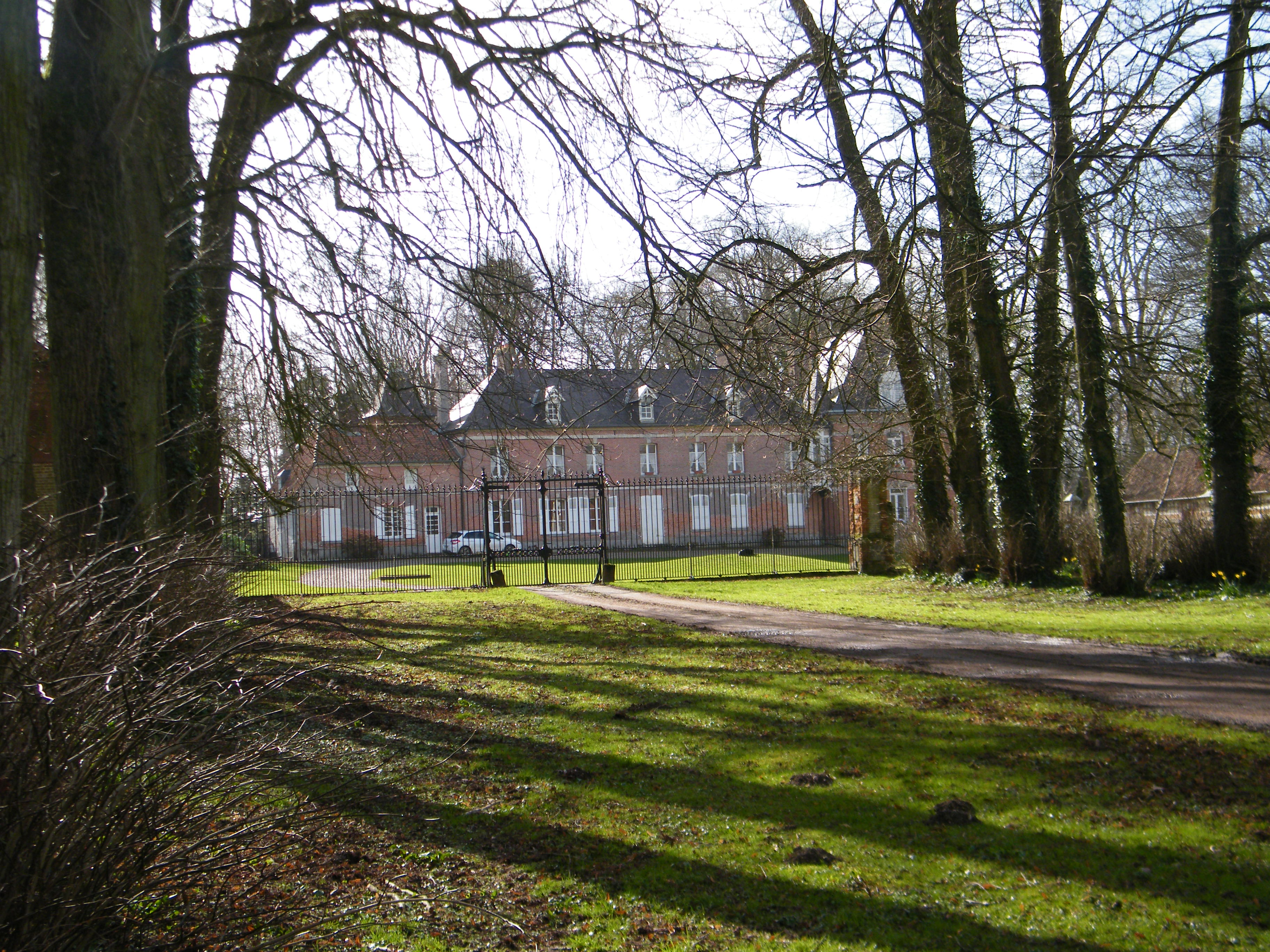
Le château.
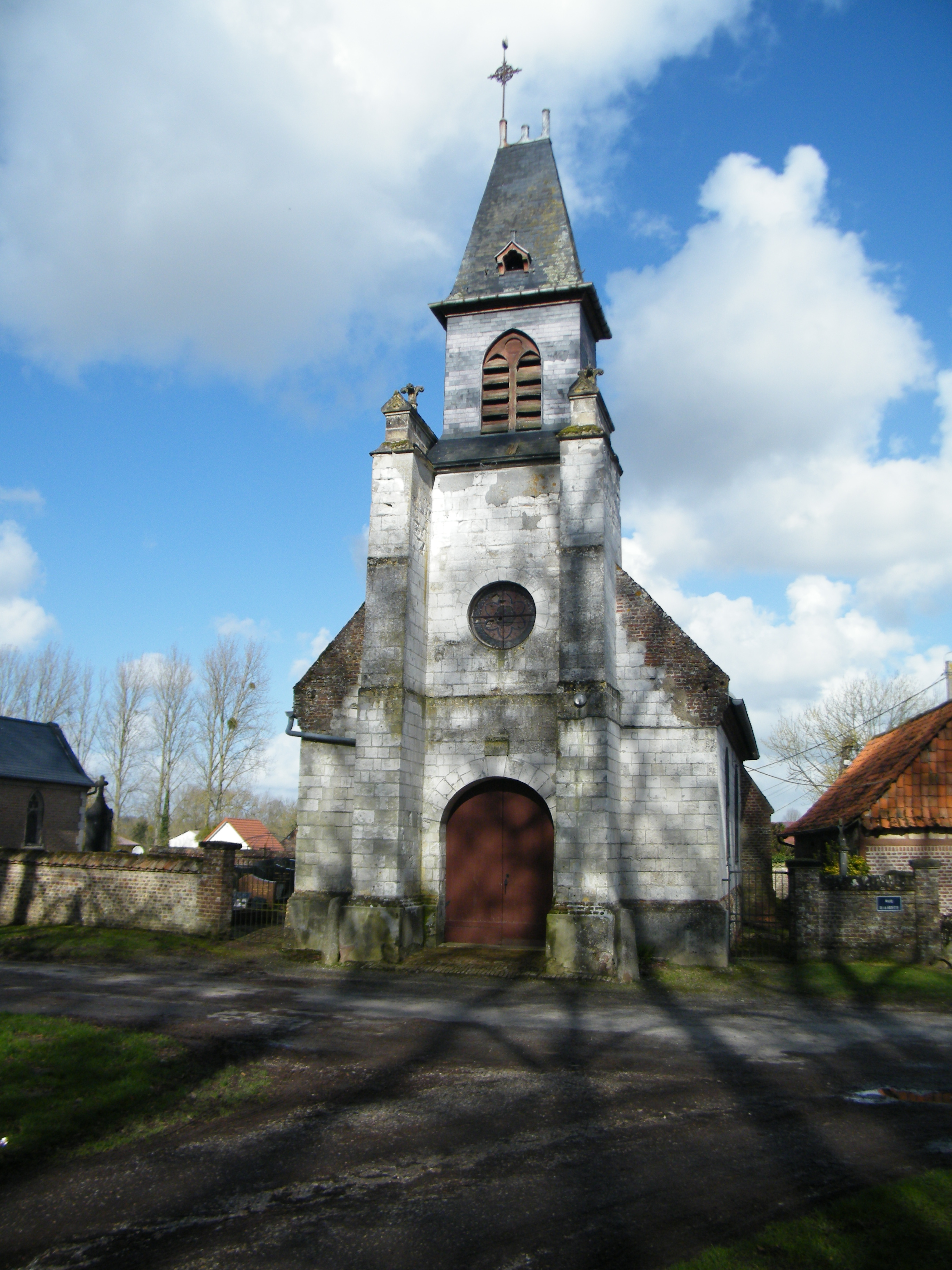
Le clocher.
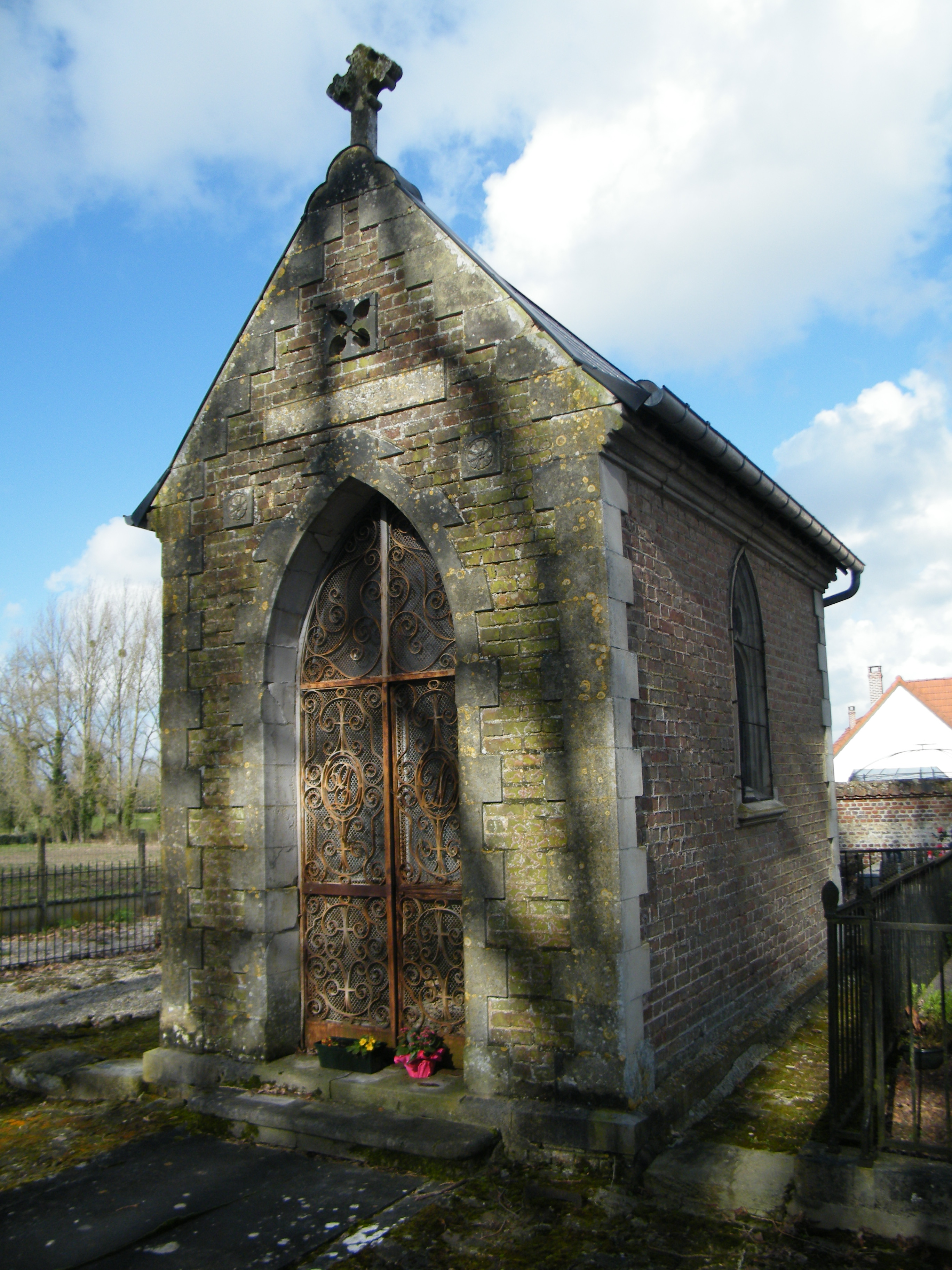
Une chapelle dans le cimetière.
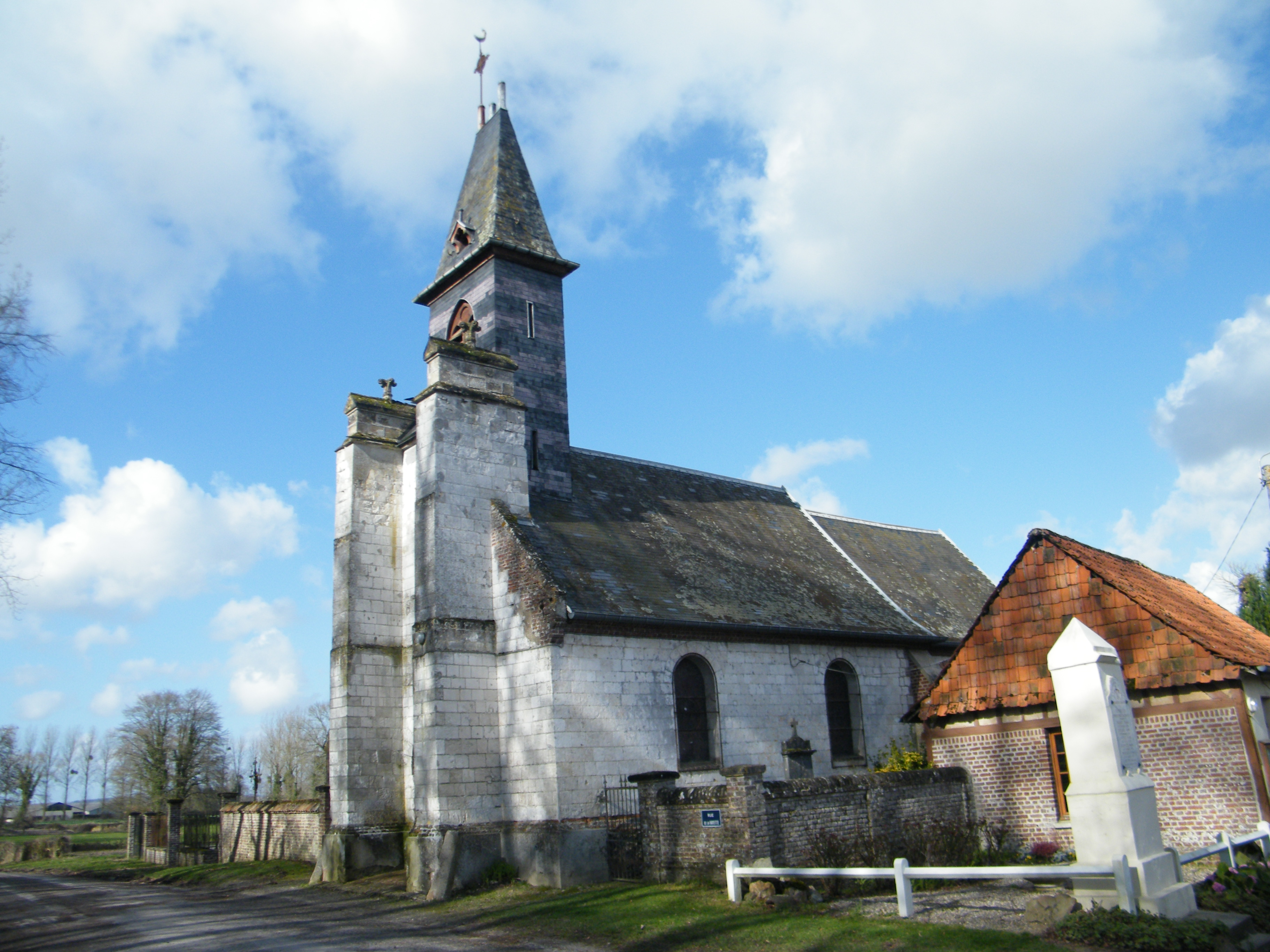
L'église, vue de la rue.

### Héraldique
| Blason de Froyelles | Blason  | De sinople à trois écots posés en fasce et enflammés d'or. |
| Blason de Froyelles | Détails | Les trois écots représentent les entités du village : Froyelles, Le Préel et La Hayette, issues de l'essartage de la forêt de Crécy. Adopté en novembre 2012. |